# Lykóstomo (ort i Grekland, Epirus)
Lykóstomo (Lykostomo) är en ort i Grekland.   Den ligger i regionen Epirus, i den nordvästra delen av landet, 300 km nordväst om huvudstaden Aten. Lykóstomo ligger 554 meter över havet och antalet invånare är 226.
Terrängen runt Lykóstomo är huvudsakligen kuperad, men österut är den bergig. Runt Lykóstomo är det mycket tätbefolkat, med 1 056 invånare per kvadratkilometer. Närmaste större samhälle är Ioánnina, 10,8 km sydost om Lykóstomo. Trakten runt Lykóstomo består till största delen av jordbruksmark.